# Kabeya-Kamwanga
Pour l'entité déconcentrée, voir Kabeya-Kamwanga (territoire).
Kabeya-Kamwanga est une localité, chef-lieu du territoire éponyme de la province de Kasaï-Oriental en république démocratique du Congo.

## Géographie
Elle est située sur la route nationale RN 1 à 45 km  l'ouest du chef-lieu provincial Mbujimayi.

## Administration
La localité a le statut de commune rurale de moins de 80 000 électeurs, elle compte 7 conseillers municipaux en 2019.

## Population
Le dernier recensement de la population date de 1984,.
| 1984 | 2004   | 2012   |
| ---- | ------ | ------ |
| -    | 25 636 | 31 408 |